# 真田穣一郎
真田 穣一郎（さなだ じょういちろう、1897年（明治30年）11月21日 - 1957年（昭和32年）8月3日）は、日本の陸軍軍人。
第2総軍参謀副長・陸軍省軍務局長・参謀本部第一部長を歴任し、階級は陸軍少将功四級に至る。

## 経歴
屯田兵、沼貝町長真田嘉七の長男として生まれ、北海道庁立札幌第一中学校（後の北海道札幌南高等学校）・仙台陸軍地方幼年学校・陸軍中央幼年学校を経て1919年（大正8年）5月陸軍士官学校（31期）を卒業。
同年12月、陸軍歩兵少尉に任官され、歩兵第9連隊附を命ぜられる。
1922年（大正11年）12月中尉に進級し、1924年（大正13年）12月26日陸軍大学校（39期）に入校。1927年（昭和2年）12月6日卒業する。
1928年（昭和3年）8月、大尉に進級し歩兵第9連隊中隊長に進む。1929年（昭和4年）5月東京警備司令部附を命ぜられ、同年8月東京警備参謀に進む。
1931年（昭和6年）5月から陸軍省副官を務め、翌年8月陸軍省軍務局課員（軍事課）兼整備局課員兼参謀本部員を命ぜられる。
1934年（昭和9年）8月少佐に進級し、1936年（昭和11年）10月から欧米に出張する。
1937年（昭和12年）3月陸軍省整備局課員となり、同年11月中佐に進級する。
1938年（昭和13年）8月17日から陸軍大臣秘書官兼陸軍省副官となり板垣征四郎陸軍大臣に仕える。
1939年（昭和14年）8月1日大佐に進級すると共に歩兵第86連隊長を命ぜられる。
1940年（昭和15年）1月10日から支那派遣軍参謀となり、軍作戦課長を務める。
1941年（昭和16年）2月5日陸軍省軍務局軍事課長に就任、1942年（昭和17年）4月20日に軍務課長に移る。
1942年（昭和17年）12月14日から参謀本部作戦課長に就任、1943年（昭和18年）8月2日少将に進級し、同年10月作戦課（第2課）・防衛課（第4課）の二課を統括する参謀本部第一部長に就任する。
1944年（昭和19年）12月14日陸軍省軍務局長を拝命し、1945年（昭和20年）3月27日中部軍管区司令部附に移る。
1945年（昭和20年）4月6日第2総軍参謀副長を補され、この職で終戦を迎える。
1945年（昭和20年）9月から陸軍省軍務局附に移り、同年12月予備役編入となる。以後1946年（昭和21年）12月までの一年間陸軍省が改編された第一復員省に勤務する。1947年（昭和22年）11月28日、公職追放仮指定を受けた。
1957年（昭和32年）8月４日逝去。後年真田の日記が防衛研究所に収められ、1984年（昭和59年）には細野勉による伝記「真田穣一郎将軍を偲ぶ」（非売品）が刊行された。

## 栄典
外国勲章佩用允許
- 1944年（昭和19年）2月28日 - 満洲国：勲二位柱国章[2]

## 演じた俳優
- 藤岡重慶（『激動の昭和史 沖縄決戦』1971年東宝映画）